# Julian Gren

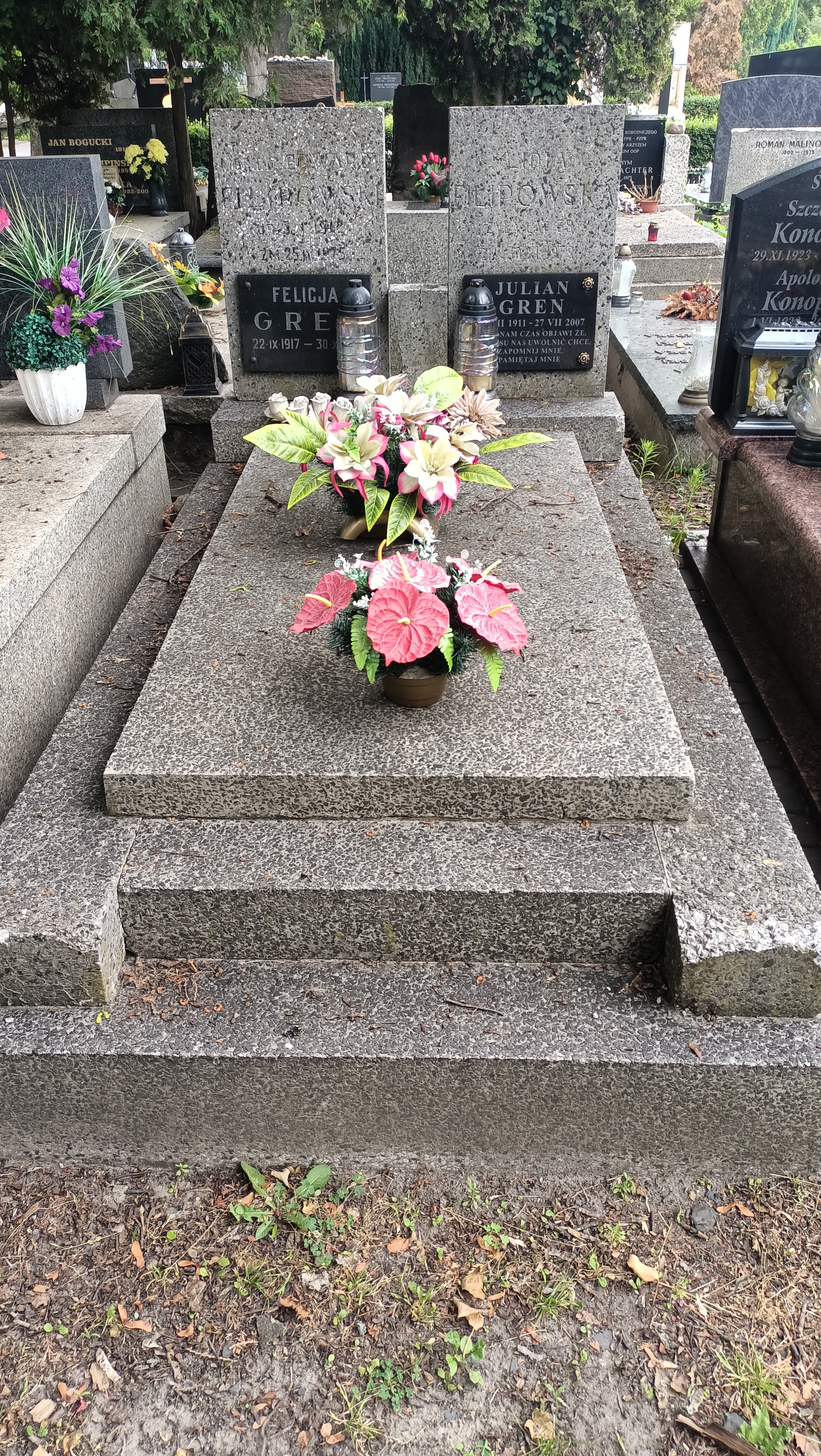
Grób Juliana Grena Cmentarzu Wojskowym na Powązkach

Julian Gren, właśc. Szmul Gringras, także Julian Gringras (ur. 13 grudnia 1911 w Kielcach, zm. 27 lipca 2007) – polski działacz partyjny i państwowy oraz inżynier mechanik narodowości żydowskiej, podsekretarz stanu w resortach związanych z przemysłem (1950–1956).

## Życiorys
Początkowo uczył się w gimnazjum żydowskim, w 1930 ukończył Gimnazjum Humanistyczne im. M. Reja w Kielcach, potem do 1939 studiował na Wydziale Mechanicznym Politechniki Warszawskiej (ostatecznie dyplom uzyskał w 1940 na Politechnice Lwowskiej). W latach 30. związany z Komunistycznym Związkiem Młodzieży Zachodniej Białorusi (przybudówką Komunistycznej Partii Zachodniej Białorusi), od 1934 łącznik Komitetu Centralnego KZMZB. Do 1938 pod pseudonimem „Julek” działał w Organizacji Młodzieży Socjalistycznej „Życie” i Komunistycznym Związku Młodzieży Polski. W 1935 był aresztowany i zawieszony w prawach studenta za działalność komunistyczną, jednak ostatecznie sprawę umorzono. We wrześniu 1939 znalazł się w Zachodniej Białorusi, był robotnikiem i technikiem w Warkowiczach przy budowie drogi i mostu na trasie Kijów–Lwów. Od 1940 do 1941 zatrudniony jako majster w „Kijewenergomontażu” Oddział Lwów (pracował m.in. w fabryce wódek i w miejscowości Berezowica Wielka), w czerwcu 1941 ewakuował się do Taszkientu. Tam podjął pracę jako majster i kierownik robót w „Średazenenergomontaż”, pracując m.in. w Kokandzie, Aktiubińsku i Szurab. Przebywając w ZSRR działał także w Związku Patriotów Polskich, a w połowie 1946 wstąpił do Polskiej Partii Robotniczej.
W 1946 powrócił do Polski, początkowo do Łodzi, a następnie Warszawy. Do połowy 1947 był inspektorem i głównym inspektorem technicznym w Centralnym Zarządzie Energetyki w Warszawie. Przed wyborami do Sejmu Ustawodawczego w 1947 działał jako agitator. Następnie od 1947 do 1948 kierował Misją Zakupów Inwestycyjnych w Czechosłowacji. Powoływany na pełnomocnika rządu (początkowo ministra przemysłu i handlu) ds. umowy polsko-radzieckiej o dostawach do Polski sprzętu przemysłowego na kredyt, ministra przemysłu i handlu ds. dostaw i umów inwestycyjnych z ZSRR i Czechosłowacją oraz przewodniczącego Państwowej Komisji Planowania Gospodarczego ds. umów i odstaw inwestycyjnych z importu. Zajmował stanowiska podsekretarza stanu w Ministerstwie Przemysłu Ciężkiego (luty 1950 – kwiecień 1952), Ministerstwie Przemysłu Maszynowego (kwiecień 1952 – maj 1955, lipiec – wrzesień 1956), Ministerstwie Przemysłu Motoryzacyjnego (maj 1955 – lipiec 1956) oraz Ministerstwie Handlu Zagranicznego (październik – grudzień 1956). Następnie kierował Departamentem Eksportu i Współpracy z Zagranicą w Ministerstwie Przemysłu Ciężkiego. W 1967 odszedł z pracy w ministerstwie, przechodząc do przemysłu. W 1975 przeszedł na emeryturę.

## Życie prywatne
Syn Józefa i Anny (właściwie Koppela i Fajgli), był najmłodszym z pięciu synów, miał także cztery siostry. Urodził się jako Szmul Gringras, a imię i nazwisko Julian Gren miały co najmniej do 1946 charakter pseudonimu. Jego rodzice zajmowali się prowadzeniem zakładu fotograficznego oraz fabryki klisz do aparatów. W czasie II wojny światowej w obozie koncentracyjnym Auschwitz-Birkenau zginęli jego rodzice, brat i siostry, w okresie wojennym stracił także innych członków rodziny. Znaczna część jego krewnych (m.in. wszyscy ocaleni bracia) emigrowała na Zachód, m.in. do Szwajcarii, Szwecji i Stanów Zjednoczonych.
W młodym wieku porzucił judaizm. Zamieszkał na warszawskiej Pradze, następnie Ochocie i od 1979 na Ursynowie. Związał się z Felą (także Żydówką), mieli syna Romana i córkę Annę. Pod koniec życia stracił wzrok.
Został pochowany na Cmentarzu Wojskowym na Powązkach.